# Jonathan Brandis
 Der er for få eller ingen kildehenvisninger i denne artikel, hvilket er et problem. Du kan hjælpe ved at angive troværdige kilder til de påstande, som fremføres i artiklen.

Jonathan Gregory Brandis (født 13. april 1976, død 12. november 2003) var en amerikansk film- og tv-skuespiller. Han blev født i Danbury, Connecticut og var enebarn af Greg og Mary Brandis.
Allerede fra en tidlig alder vidste han, at han gerne ville være professionel skuespiller, og som 5-årig begyndte han at medvirke i fjernsynsreklamer. Han havde flere biroller og gæsteoptrædener i film og tv-serier inden sin første hoverolle i eventyrfilmen Den uendelige historie 2. Siden har han medvirket i en række populære film såsom Ladybugs, men mest kendt blev han for rollen som Lucas Wolenczak i science fiction-tv-serien SeaQuest DSV. Han er samtidig kendt for at lægge stemme til bl.a den unge troldmandskurk Mozenrath i tv-serien Aladdin. Som teenager dannede han par med en række senere kendte skuespillerinder som: Tatyana Ali, Heather McComb, Vinessa Shaw og Monica Keena. Han var også ledsager for Brittany Murphy til en gymnasiepromenade.
Jonathan Brandis medvirkede ikke i så mange film som voksen. Det drejede sig mest om uafhængige film uden de store succeser. Som teenager havde han ambitioner om senere i livet om at kunne komme til at instruere film, og han instruerede kortfilmen The Slainesville Boy.
Den 12. november 2003 døde Jonathan Brandis som følge af et selvmordsforsøg. Hans forældre havde udtalt, at han kunne være meget hård ved sig selv, når hans liv ikke helt gik, som han ønskede. [kilde mangler]

## Udvalgt filmografi
- 111 Gramercy Park (2003) (TV) - (Will Karnegian)
- Puerto Vallarta Squeeze (2003) - (Agent Neil Weatherford)
- The Year That Trembled (2002) - (Casey Pedersen)
- Hart's War (2002) - (Pvt. Lewis P. Wakely)
- A Fate Totally Worse Than Death (2000) - (Drew)
- Ride with the Devil (1999/I) - (Cave Wyatt)
- Outside Providence (1999) - (Mousy)
- Two Came Back (1997) (TV) - (Jason)
- Fall Into Darkness (1996) (TV) - (Chad)
- Born Free: A New Adventure (1996) (TV) - (Randal 'Rand' Everett Thompson)
- Her Last Chance (1996) (TV) - (Preston)
- Good King Wenceslas (1994) (TV) - (Prince Wenceslas)
- SeaQuest DSV (1993) TV Series - (Lucas Wolenczak)
- Aladdin (1993/I) TV Series (stemme) - (Mozenrath)
- Sidekicks (1992) - (Barry Gabrewski)
- Ladybugs (1992) - (Matthew/Martha)
- Our Shining Moment (1991) (TV) - (Michael 'Scooter' McGuire)
- It (Det onde) (1990) (TV) - (William 'Stuttering Bill' Denbrough, 12 år gammel)
- Den uendelige historie 2 (1990) - (Bastian Bux)
- Ghost Dad (1990) (stemme)
- Stepfather II (1989) - (Todd Grayland)
- Oliver & Co. (1988) (stemme)
- The Wrong Guys (1988) - (Kid Tim)
- Poor Little Rich Girl: The Barbara Hutton Story (1987) (TV) - (Lance som 11 årig)
- Farligt begær (1987) - (Festdeltager)
- Mystery Magical Special (1986) (TV) - (Jonathan)
- One Life to Live (1986) TV Series - (Young Kevin Riley Buchanan) (1982)